# Ferdynand Stecher von Sebenitz
Ferdynand Stecher von Sebenitz (ur. 18 stycznia 1779 w Samborze, zm. 22 września 1857 we Lwowie) – profesor i rektor Uniwersytetu Lwowskiego (1819-1820).

## Życiorys
W 1800 roku ukończył studia na Wydziale Lekarskim Uniwersytetu Wiedeńskiego. Pracował jako lekarz społeczności żydowskiej, jako naczelny lekarz żydowskiego szpitala we Lwowie (1801-1815) i jednocześnie naczelny lekarz szpitala wojskowego (1805).
Profesor, kierownik Zakładu Fizjologii (1806-1835) i położnictwa (1807/1826) Uniwersytetu Lwowskiego, Rektor Uniwersytetu w roku akademickim 1819-1820, dyrektor generalny Szpitala Lwowskiego (1834/40).
Był bardzo popularny jako lekarz-położnik. Wprowadził w Galicji szczepienia ochronne przeciw durowi brzusznemu (1802). Brał udział w eliminacji epidemii cholery (1831-1854).

## Odznaczenia
- Honorowy obywatel Lwowa.
- Doradca rządu austriackiego
- Członek Wiedeńskiego Stowarzyszenia Medycznego.